# جون إم. دوسن
جون إم. دوسن (بالإنجليزية: John M. Dawson)‏ هو فيزيائي وأستاذ جامعي أمريكي، ولد في 30 سبتمبر 1930 في تشامبيغن في الولايات المتحدة، وتوفي في 17 نوفمبر 2001 في لوس أنجلوس في الولايات المتحدة.